# KV8
KV8 i Konungarnas dal utanför Luxor i Egypten var begravningsplats för farao Merneptah under Egyptens nittonde dynasti.
Gravkammaren är uthuggen i bergssidan nordväst om huvudwadin i dalen. Med sina 773 m² golvyta är KV8 en av de större gravarna i Konungens dal. graven har varit öppen under flera perioder. Det finns graffiti i graven från både den grekiska och romerska storhetstiderna. Den plundrade mumien blev återbegravd i KV35.